# Voskhod 1
Voskhod 1 var den første rumflyvning hvor mere end en person blev sendt i kredsløb, og den første rumflyvning hvor de rumrejsende ikke bar en rumdragt.

## Højdepunkter
Begrundelsen for flyvningen var udelukkende at Sovjetunionen skulle opsende en flermandsbesætning før USA gjorde det i Gemini-programmet.
Voskhod-rumskiber er stort set en modificeret Vostok-kapsel. Katapultsædet var fjernet og tre sæder var sat ind ved at dreje dem 90° i forhold til Vostok. Besætningen havde ingen mulighed for at slippe ud i en nødsituation. En faststofraket var tilføjet for at dæmpe landingen. At de fløj uden rumdragt var primært et spørgsmål om at spare vægt.
Flyvningen blev muligvis afkortet fordi den faldt sammen med kuppet, der afsatte Nikita Khrusjtjov som leder af Sovjetunionen. Men den korte tur kan også skyldes den beskedne plads, der var til rådighed for de tre kosmonauter.

## Besætning
- Vladimir Komarov – Chefpilot
- Konstantin Feoktistov – Ingeniør-kosmonaut
- Boris Jegorov – Læge-kosmonaut

Reservebesætning
- Boris Volynov – Chefpilot
- Vasili Lazarev – Ingeniør-kosmonaut
- Georgiy Katys – Læge-kosmonaut

## Kaldenavn
Рубин (Rubin – "Rubin")

## Tid og sted
- Affyring: 12. oktober 1964 kl.07:30:01 UTC, Bajkonur-kosmodromen LC1, 45° 55' 00" N – 63° 20' 00" Ø
- Landing: 13. oktober 1964 kl.07:47:04 UTC,
- Varighed: 1 dage 0 timer 17 minutter 3 sekunder
- Antal kredsløb: 16

## Nøgletal
- Masse: 5.320 kg
- Perigeum: 178 km
- Apogeum: 336 km
- Banehældning: 64,7°
- Omløbstid 89,6 minutter